# Rollerball (film 1975)
Rollerball è un film del 1975 diretto da Norman Jewison.

## Trama
Anno 2018: nel mondo non esistono più nazioni, guerre, crimini, violenza o povertà; i governi sono sostituiti da un'unione di «corporazioni» i cui dirigenti controllano capillarmente la vita di tutto il pianeta, soddisfacendo contemporaneamente il bisogno di benessere della popolazione. Una delle principali fonti di svago per le masse è rappresentata dal rollerball, uno sport estremamente violento che le corporazioni usano come instrumentum regni e sublimazione di fatto della guerra stessa: due squadre di corridori su pattini a rotelle e in motocicletta si affrontano all'interno di una pista circolare, con lo scopo di centrare una buca magnetica con una sfera di acciaio.
Jonathan E., capitano della squadra campione in carica di Houston, è un carismatico veterano che da ormai otto anni guida la squadra in uno sport dove la carriera di un giocatore dura al massimo due o tre anni. Dopo la vittoriosa partita dei quarti di finale contro Madrid, viene convocato da Arold Bartholomew, un importante dirigente della Energy incaricato di prendere tutte le decisioni, il quale gli comunica che il direttivo ha deciso per le sue dimissioni. Jonathan chiede spiegazioni, ma Bartholomew gli fornisce solo vaghe risposte sostenendo che ciò è fatto «per il suo bene» ed è sordo alle proteste del campione quando gli ricorda che anche sua moglie Ella gli è stata portata via perché piaceva a un dirigente; Bartholomew inoltre gli comunica che dovrà comparire in uno speciale televisivo a lui dedicato e annunciare in diretta il ritiro.
In attesa della partita di semifinale, che si giocherà a Tokyo, Jonathan torna al suo ranch dove la compagna Mackie ha ricevuto l'invito dalla Corporazione ad allontanarsi; al suo posto qualche giorno dopo arriva Daphne, bellissima donna alla quale la Corporazione ha affidato l'incarico di persuaderlo ad abbandonare il rollerball. Jonathan parla della situazione col suo vecchio amico Cletus, un importante personaggio in seno al mondo dello sport, il quale gli promette di informarsi sul perché il Consiglio chieda le sue dimissioni, facendogli tuttavia capire che la decisione sarà in ogni caso irrevocabile. Jonathan non si limita a chiedere aiuto all'amico, ma cerca di informarsi anche privatamente sulle dinamiche delle Corporazioni e sui metodi di decisione; tutte le pubblicazioni storiche sono state riscritte al computer e le versioni originali sono scomparse: l'unica possibilità è quella di recarsi a un centro dati di Ginevra.
Deluso, Jonathan riprende la sua vita ma, prima della partita con il Tokyo, apprende che il regolamento è stato cambiato: sono state eliminate le penalità previste per il gioco troppo violento e le sostituzioni saranno limitate. Il campione ne chiede ragione a Rusty, il suo allenatore, ma riceve solo una risposta seccata, con l'esortazione a fare «ciò che è stato deciso».
Sempre più isolato, al momento della registrazione del programma in cui dovrebbe annunciare il suo ritiro, Jonathan evita di leggere il comunicato, scatenando la rabbia di Bartholomew dietro le quinte. Il dirigente affronta apertamente Jonathan durante una festa: in un colloquio riservato gli spiega che nessun giocatore potrà mai essere più grande del gioco stesso e che non è previsto che un uomo rimanga a lungo nel rollerball, quindi minaccia che farà di tutto per distruggerlo se non si ritirerà; in cambio, Jonathan chiede di rivedere Ella e la cancellazione delle nuove regole, ma il dialogo termina bruscamente con un secco rifiuto. Nel frattempo neanche Cletus è riuscito a ottenere le informazioni richieste, ma la sua sensazione è che il Consiglio abbia per qualche motivo paura di Jonathan.
La squadra si reca a Tokyo e contemporaneamente iniziano a circolare voci sul fatto che l'eventuale finale sarà giocata senza limiti di tempo; la partita si rivela altamente drammatica e, nonostante la vittoria, Jonathan resta ferito e Moonpie, unico amico rimastogli, viene volontariamente aggredito da tre giocatori, colpito alla testa e mandato in coma.
Bartholomew convoca il Consiglio direttivo, sostenendo che l'uomo non può prevalere sul sistema e, nonostante qualche timida perplessità di uno dei consiglieri, ottiene all'unanimità la decisione di far perdere il campione, cioè farlo morire, in occasione della finale. Jonathan nel frattempo va a Ginevra dove si trova Zero, il computer centrale che contiene tutto lo scibile umano, e con l'aiuto del responsabile tenta di ottenere le risposte che cerca, ma invano.
Di ritorno al ranch, Jonathan trova Ella, che sembra tornata per ricominciare la vita con lui, ma anche questo incontro è stato "programmato" per convincerlo a ritirarsi; è infatti proprio la moglie a comunicargli che l'ultima partita sarà giocata senza limiti di tempo. Jonathan si rende così conto che Ella rappresenterebbe la sua ricompensa in caso di ritiro. Dopo questa ennesima delusione, Jonathan chiude col passato cancellando tutti i vecchi filmati di loro insieme, che guardava nei tanti momenti di solitudine.
La sera della finale a New York, Jonathan osserva la sua squadra nello spogliatoio; tutti sanno cosa sta per succedere e nessuno parla, ma Jonathan fa capire che in ogni caso giocherà, avviandosi per il corridoio e entrando in campo da solo. A quel punto i compagni lo seguono. L'incontro come previsto si risolve in una carneficina, ma il campione riesce a sopravvivere e, sfinito e sanguinante, anziché abbattere l'ultimo avversario come tutti si aspettano, prende la palla e va a segnare il punto della vittoria di fronte a un esterrefatto Bartholomew che, sconfitto, abbandona l'arena. Jonathan ha ottenuto la vittoria dell'uomo sul sistema e, mentre il pubblico scandisce il suo nome avendo compreso il peso del suo gesto, corre da solo sulla pista disseminata di cadaveri.

## Produzione

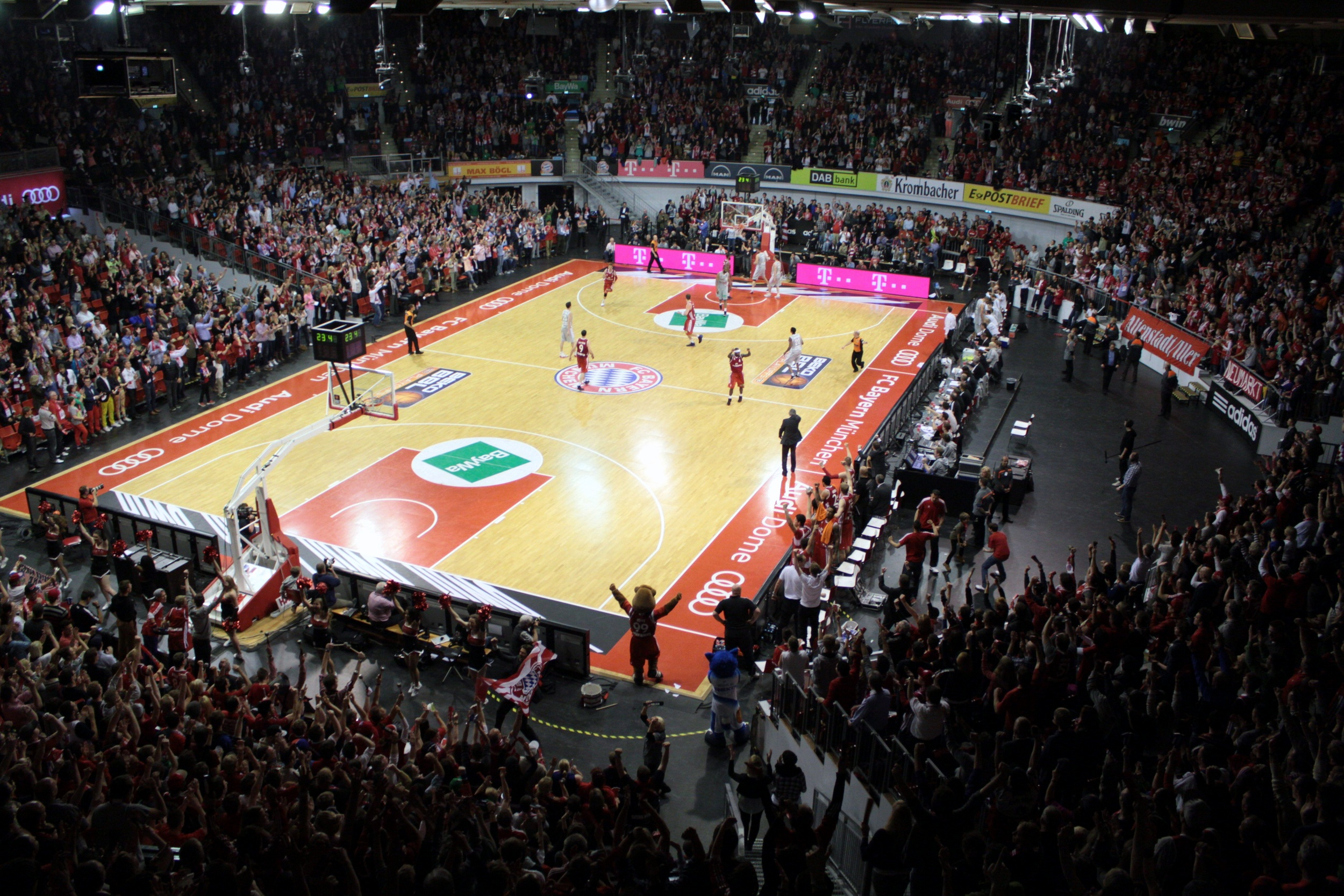
Immagine dell'Audi Dome, sede delle partite interne del Fußball-Club Bayern München Basketball, utilizzato per le riprese delle partite

Il palazzo della società Energy, dove all'inizio del film il protagonista incontra Bartholomew non è altro che la Torre BMW a Monaco di Baviera camuffato. Sempre a Monaco, specificatamente nell'Audi Dome, vennero girate le riprese delle azioni di gioco e gli esterni della biblioteca che era in realtà la sede del vecchio museo della BMW. La banca dati era invece riprodotta nel Palais des Nations a Ginevra.
L'abilità di John Beck con i pattini a rotelle gli consentì di recitare in molte scene senza l'ausilio di controfigure. Proprio queste ultime, dato il loro notevole contributo alle riprese, vennero citate nei titoli di coda per la prima volta nella storia del cinema.

## Colonna sonora
Il brano che apre e chiude il film è la Toccata e fuga in Re minore di Johann Sebastian Bach, eseguita all'organo da Simon Preston. Si tratta di un richiamo alla sceneggiatura: prima di ogni incontro, infatti, gli «inni delle Corporazioni» vengono eseguiti proprio all'organo. Le musiche per la colonna sonora includono anche estratti dalle sinfonie n°5 in Re minore e n°8 in Do minore di Šostakovič, il valzer da La bella addormentata di Čajkovskij e l'Adagio in Sol minore di Remo Giazotto su tema di Albinoni; tutti i pezzi sono eseguiti dalla London Symphony Orchestra diretta da André Previn. Quest'ultimo è anche l'autore di due brani originali di musica leggera, scritti appositamente per il film e intitolati rispettivamente: Executive Party e Executive Party Dance.

## Edizione italiana
Il film è stato distribuito in Italia nell'autunno del 1975. Dato il carattere violento, vigeva il divieto ai minori di anni 14.

## Accoglienza

### Incassi
Il film ha incassato 6,2 milioni di dollari nei cinema del Nord America.

### Critica
Sull'aggregatore di recensioni Rotten Tomatoes, il film ha un indice di gradimento del 68% sulla base delle recensioni di 34 critici, con una valutazione media di 6,2/10. L'opinione del sito recita: "In Rollerball, la critica sociale si scontra con l'azione ad alta velocità e il pubblico è il vincitore". Su Metacritic il film ha un punteggio di 56 su 100, basato sulle recensioni di 11 critici, indicando "recensioni miste o medie".

## Riconoscimenti
- 1976 - Saturn Award
  - Saturn Award per il miglior film di fantascienza

## Altri media
Il gioco ispirato da questo film di maggior successo è Speedball e il suo seguito Speedball 2:Brutal Deluxe del 1990, pubblicato da The Bitmap Brothers.
Nel 1983 la software house Ocean Software Ltd pubblicò il videogioco Rollerball, mentre nel 1985 la software house IJK Software pubblicò il videogioco Rocketball, entrambi per Commodore 64, giochi chiaramente ispirati da Rollerball.

## Rifacimenti
Nel 2002 John McTiernan ha diretto un remake con lo stesso titolo: Rollerball.